# Khalid Khalidov
Khalid Khalidov est une karatéka ukrainien connu pour avoir remporté la médaille de bronze en kumite individuel masculin open aux championnats du monde de karaté 2006 à Tampere, en Finlande.

## Palmarès
- 24 octobre 2003 :  médaille d'or en kumite individuel masculin plus de 75 kilos aux championnats du monde de karaté juniors et cadets 2003 à Marseille, en France[1].
- 15 octobre 2006 :  Médaille de bronze en kumite individuel masculin open aux championnats du monde de karaté 2006 à Tampere, en Finlande[2].